# Aénor de Lusignan
Aénor de Lusignan (av. 1154-ap. 1195) est une noble poitevine du XIIe siècle issue de la maison de Lusignan.

## Biographie

### Famille
Aénor est la fille d'Hugues le Brun (v. 1124-v. 1169) et d'Aurengarde d'Exoudun (av. 1139-ap. 1169). Ses frères sont les puissants comtes de la Marche et d'Eu, Hugues IX le Brun et Raoul Ier d'Exoudun. Elle a également pour demi-frère Hugues de Surgères (v.1174-1212), vicomte baillistre de Châtellerault (1203-1212).
Elle est la nièce de Geoffroy Ier de Lusignan, seigneur de Vouvant et de Mervent et des rois de Jérusalem et de Chypre, Guy et Aimery II de Lusignan.

### Situation
Elle est encore mineure lors du décès de son père en 1169. Elle apparaît dans deux chartes : la première fois en 1166 aux côtés de ses parents et la seconde en présence de son frère aîné, Hugues IX le Brun, seigneur de Lusignan, vers 1195. A cette époque, elle devait probablement être âgée d'une quarantaine d'années et porte le titre de domina,. 
Aénor, durant son existence, semble demeurer célibataire tout en restant dans le monde temporel ; rien n'indique dans les sources quelle soit entrée dans un ordre monastique. Clément de Vasselot, dans son étude doctorale, soumet l'hypothèse que le suzerain des Lusignan, Henri II Plantagenêt, aurait empêché un accord matrimonial, privant ainsi la famille d'une alliance politique. Toutefois, elle est signalée comme étant moniale à Saintes, mais sans preuve.

## Union et descendance
Aucune union matrimoniale ni aucune descendance ne lui sont connues.

## Sources et bibliographie